# Посёлок Таирова
Посёлок Таирова — второй по численности населения жилой массив (микрорайон) в Одессе, уступающий лишь Посёлку Котовского. Территориально входит в состав Киевского района Одессы. Таирова представляет собой сплошной район преимущественно многоэтажной застройки, простирающийся от улицы Инглези и 4-й станции Люстдорфской дороги на севере до Архитекторской улицы на юге. На востоке посёлок граничит с частным сектором Дмитровки и Большого Фонтана, западная же граница одновременно является чертой города. Исторически сложилось, что под именем «Таирово» на самом деле объединено пять различных микрорайонов: собственно Таирова, Южный, Школьный, Вузовский и Дерибасовка (ранее — посёлок Моряков). Численность населения «объединённого» Таирова составляет около 160 тыс. чел. (из них собственно Таирова — 65 тыс. чел.).

## История
«Лоскутность» Таирова была предопределена историей и географией. Ещё до революции на Большом и Среднем Фонтанах, а также вдоль Люстдорфской дороги возникло множество небольших поселений, связанных линией трамвая. В 1950—1960-х годах, когда горисполком стал в массовом порядке выделять одесситам землю под индивидуальное строительство, частный сектор отхватил значительную часть будущего жилмассива. Кроме того, здесь располагались огороды и виноградники богатейшего колхоза им. Карла Либкнехта. Передача земли сельскохозяйственного назначения под теплицами и многолетними культурами была делом нелёгким и решалась на уровне Верховного Совета республики.
Микрорайон Таирова назван в честь известного селекционера, основателя советской школы виноградарства и виноделия — Василия Таирова. Именно здесь 5 февраля 1905 года по инициативе учёного была открыта винодельческая станция — первое в Украине научно-опытное учреждение в области виноградарства и виноделия, а впоследствии научно-исследовательский центр «Институт виноградарства и виноделия им. В. Е. Таирова» НААН Украины (см. пгт Таирово).

### Жилой массив имени Таирова
Первые проекты будущего «высотного» жилмассива на этом месте были заложены в Генплан 1966 года. Чтобы реализовать эти планы, воплотив в жизнь прямые проспекты и большие кварталы, понадобился массовый снос уже существующего частного сектора, построенного поселенцами всего-то 5—10 лет назад собственными руками. Так, в самом начале 1970-х годов были снесены кварталы к западу от Люстдорфской дороги, а в 1980-х настал черёд домов между улицами Вильямса и Архитекторской. Сохранить власти решили лишь самый большой кусок частного сектора — т. н. посёлок Моряков. Тем не менее, жителям посёлка, «разрезающего» новый жилмассив на две части, было запрещено делать новые постройки и расширять существующие.
С 1968 года, Таирова застраивалось 9-этажками и панельными «хрущёвками». Они располагались прямыми рядами, разделяя пространство на огромные дворы. Такую застройку одинаковыми домами архитекторы метко окрестили «лесоповалом».
Новый район был интересен составом населения. Если на Черёмушках и посёлке Котовского большинство домов были корпоративными и принадлежали либо ЧМП, либо институтам, заводам, ведомствам и т. д., то на Таирова очерёдников начали перемешивать. Только за три года, с 1976 по 1978, в новые квартиры въехало 4425 таких семей.
Посёлок строился быстро и сформировался в нынешних границах уже к 1977 году. Тогда же началась застройка микрорайона «Школьный», где строились дома по улучшенным проектам. Летом 1972 года в новом районе появились «Пассаж» и «Детский мир». Открылись и первые школы, обучение в которых поначалу шло в 2 смены.

### Жилой массив «Южный»
Следующей вехой в развитии района стало строительство жилмассива «Южный».  В «Южном» отсутствовали «хрущёвки», зато было много 16-этажек. Здесь строят дома, разбитые на секции и образующие сложную конфигурацию. Это должно было оживить облик района в условиях строительной штурмовщины. Кроме того, 16 % жилфонда здесь приходилось на кирпичные дома, которые лучше сохраняли тепло и меньше проводили звук. Таким образом, южная окраина Одессы сразу стала едва ли не элитным районом.
Первая очередь «Южного», охватывающая пространство между проспектом Глушко и улицей Вильямса, была в основном окончена к 1985 году, а завершающим штрихом стала сданная в 1987 году 9-этажка завода «Кислородмаш» на улице Академика Королёва, 98, замыкающая пространство вокруг площади Таирова.
Впоследствии окраина «Южного» вновь неоднократно превращалась в главную строительную площадку города. В частности, в 1987—1990 годах возникла большая часть 100-х номеров по улице Королёва, а в 2004—2008 годах было сдано несколько крупных комплексов на улицах Вильямса и Архитекторской.

### Жилой массив «Вузовский»
Экспериментальной стройкой того времени стал микрорайон «Вузовский», названный так в честь построенных здесь в 1986 году общежитий Одесского института народного хозяйства. Первоначальный план предусматривал создание образцового района. На площади 30 га предполагалось выстроить дома на 2976 квартир, 2 школы, 2 детсада, универсам, магазин продтоваров, несколько кафе, отделение связи, комбинат бытового обслуживания, бойлерные и, кроме того, 20 площадок для отдыха взрослых, 20 детских и 15 спортплощадок.
В конце 1980-х на Люстдорфской дороге (в районе 5-й станции), напротив новостроек «Вузовского», начали возводить городскую больницу скорой помощи. Незавершённая стройка простояла более 10 лет — до 2003 года..